# Charles Belmont
Pour les articles homonymes, voir Belmont.
Charles Belmont, né Charles Blechmans, est un acteur, réalisateur et scénariste français, né le 24 janvier 1936 à Courbevoie (Hauts-de-Seine) et mort le 15 mai 2011 dans le 14e arrondissement de Paris.

## Biographie

### Carrière
Charles Belmont adapte en 1968 L'Écume des jours de Boris Vian pour son premier long métrage. Il aborde ensuite dans sa filmographie plusieurs sujets de société : le système médical dans Rak, l'avortement dans Histoires d'A, le travail dans Pour Clémence, la médiation politique dans Les Médiateurs du Pacifique.

### Mort et hommages

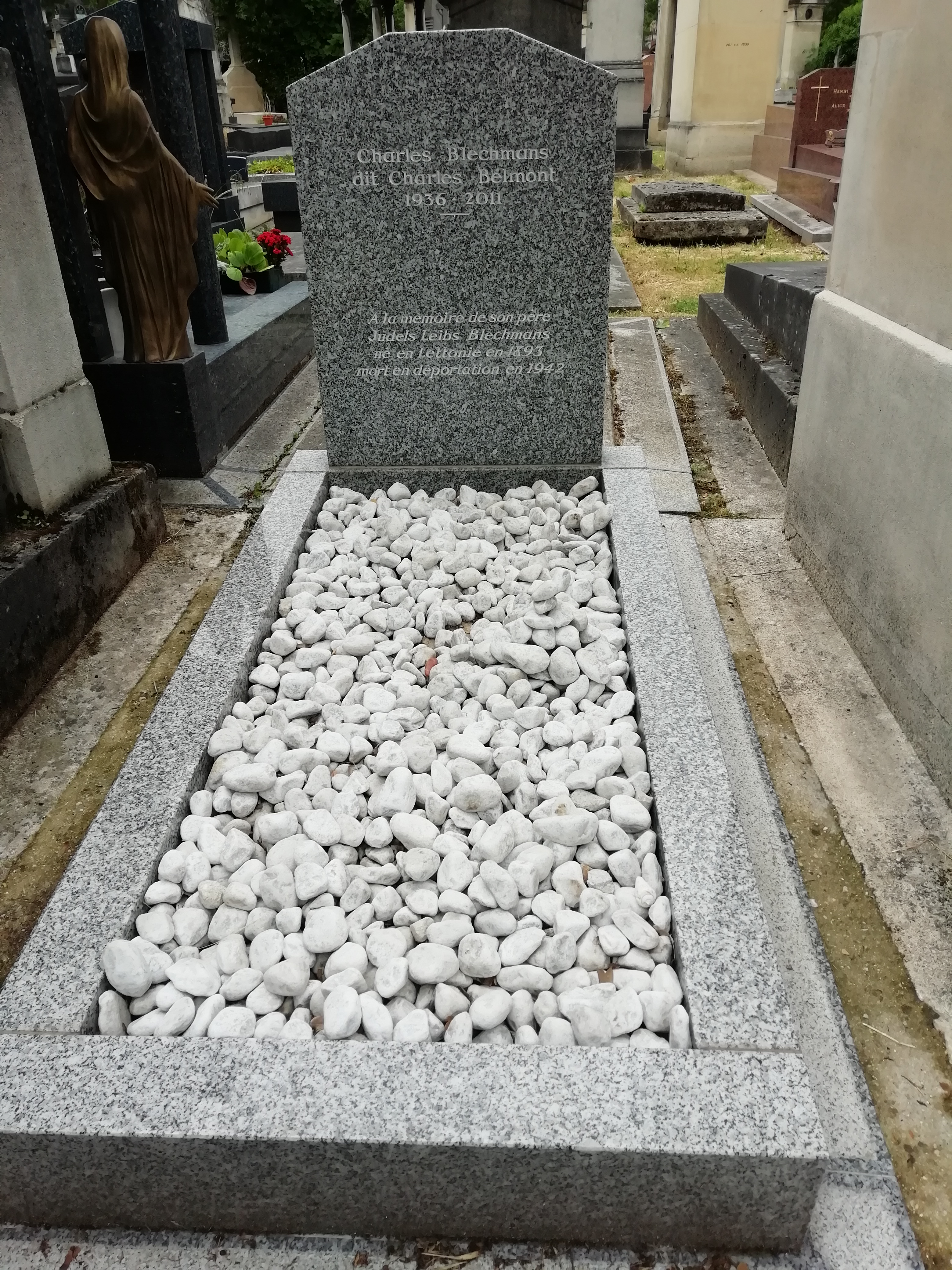
Tombe de Charles Belmont au cimetière du Montparnasse (division 2).

Il s'est suicidé à l'âge de 75 ans le 15 mai 2011 à Paris (14e). Il est inhumé le 23 mai au cimetière du Montparnasse (division 2) dans la même ville.
Depuis 2014, l'association « Les amis de Charles Belmont » se charge de rendre publique sa filmographie. Une rétrospective de son œuvre a été organisée au cinéma La Clef à Paris du 8 au 15 avril 2015.

## Théâtre
- 1961 : La Ménagerie de verre de Tennessee Williams, mise en scène Antoine Bourseiller, théâtre des Célestins

## Filmographie

### Acteur

#### Cinéma
- 1961 : Les Godelureaux de Claude Chabrol : Arthur
- 1961 : Les Démons de minuit de Marc Allégret et Charles Gérard : Claude
- 1961 : Les Nouveaux Aristocrates de Francis Rigaud : Denis Prûlé-Rousseau
- 1962 : La Bataille de Naples de Nanni Loy : un marin
- 1963 : Les Vierges de Jean-Pierre Mocky : François
- 1963 : Le Type au ras du cou blanc d'Alain Dhénaut - court métrage -
- 1964 : Nick Carter va tout casser d'Henri Decoin : Bruno

#### Télévision
- 1968 : Mouche, téléfilm de Jacques Antoine : N'a qu'un œil
- 1964 : Les Diamants de Palinos d'André Pergament (série TV) : Jérôme Pons

### Réalisateur
- 1967 : Un Fratricide (court-métrage)
- 1968 : L'Écume des jours - également scénariste
- 1972 : Rak - également scénariste
- 1974 : Histoires d'A
- 1977 : Pour Clémence - également scénariste
- 1997 : Les Médiateurs du Pacifique (documentaire) - également scénariste
- 2001 : Océanie
- 2006 : Qui de nous deux - également scénariste